# Chaetopteroides maximus
Chaetopteroides maximus là một loài Trichoptera trong họ Limnephilidae. Chúng phân bố ở miền Cổ bắc.